# Андреас Герліц
Андреас Герліц (нім. Andreas Görlitz, нар. 31 січня 1982, Вайльгайм-ін-Обербаєрн) — колишній німецький футболіст, що грав на позиції правого захисника.
Виступав, зокрема, за клуб «Баварія», а також національну збірну Німеччини.

## Клубна кар'єра
Народився 31 січня 1982 року в Вайльгайм-ін-Обербаєрн. Вихованець юнацьких команд футбольних клубів «Мюнхен 1860 та TSV Rott/Lech.
У дорослому футболі дебютував 2001 року виступами за команду «Мюнхен 1860», у якій провів три сезони, взявши участь у 37 матчах чемпіонату. 
Своєю грою за цю команду привернув увагу представників тренерського штабу головної мюнхенської команди, «Баварії», до складу якої приєднався влітку 2004 року. Попри молодий вік 22-річний захисник відразу став регулярно залучатися до стартового складу «Баварії». Проте розкритися його талантам у новому клубі завадила важка травма, отримана 3 листопада того ж 2004 року у грі Ліги чемпіонів проти «Ювентуса». Відновлення після травми тривало майже два роки, згодом Герліц намагався повернути ігрову форму, граючи за другу команду «Баварії», а протягом 2007–2009 років — в оренді в «Карлсруе СК». Повернувшись 2009 року до «Баварії» знову здебільшого грав за «дубль».
Після завершення контракту з «Баварією» у 2010, на три роки став гравцем клубу «Інгольштадт 04».
У березні 2014 року перебрався до США, уклавши контракт з клубом «Сан-Хосе Ерсквейкс». Проте, провівши у MLS лише три матчі, отримав чергове важке пошкодження і наприкінці того ж 2014 року 32-річний гравець був змушений завершити професійну ігрову кар'єру.

## Виступи за збірні
Протягом 2003–2004 років залучався до складу молодіжної збірної Німеччини. На молодіжному рівні зіграв у 9 офіційних матчах. Був учасником молодіжного Євро-2004.
Того ж 2004 року 22-річний захисник дебютував в офіційних матчах у складі національної збірної Німеччини. Встиг провести у формі головної команди країни 2 матчі, доки на тривалий був змушений залишитися поза футболом через важке пошкодження, а після відновлення вже не зміг повернутися на рівень гри, який зацікавив би тренерів збірної.

## Титули і досягнення
- Чемпіон Німеччини (3):

«Баварія»: 2004–05, 2005–06, 2009–10
- Володар Кубка Німеччини (3):

«Баварія»: 2004–05, 2005–06, 2009–10
- Володар Кубка німецької ліги (1):

«Баварія»: 2004